# Бурый голубь
Бурый голубь (лат. Columba eversmanni) — азиатский вид птиц семейства голубиных. Латинское видовое название дано в честь русского натуралиста, зоолога, врача и путешественника — Эдуарда Александровича Эверсмана (1794—1860).

## Описание
По своей окраске оперения и конституции похож на клинтуха и сизого голубя. Размеры: длина самцов 279—305 мм, самок 190—201 мм, крыло 190—210 мм, хвост 95—105, плюсна 22—28 мм, клюв 15—20 мм. Размах крыльев самцов около 63 см. Окраска взрослых птиц преимущественно серовато-сизая, с выраженным буроватым налётом на передней части спины и кроющих перьях крыла. Подхвостье и надхвостье значительно темнее основного цвета. Верхняя часть головы, грудь и зоб имеют винно-розовый налёт. Бока и задняя сторона шеи с зелёным металлическим блеском (при некоторых положениях этот блеск становится пурпурным), переходящим на зобе в медно-красный. Задняя часть спины и поясница являются весьма светлыми — светло-сизыми, иногда почти белыми. На передней части спины перья имеют широкую дымчато-буроватую кайму. Первостепенные маховые перья имеют чёрно-бурую окраску со светлой сероватой основной половиной внутреннего опахала. Второстепенные маховые перья светло-серого цвета с тёмными вершинами. Нижние кроющие перья крыла светло-сизые либо белые. Рулевые перья аспидно-серые, более темные к вершине, а у самой вершины — почти черные. Верхние кроющие крыла с сильным буроватым налётом. Поперек крыла имеется два ряда пятен чёрного цвета, которые образуют две прерывистые полоски. Клюв в основании тёмно-серого цвета, в вершинной части зеленовато-жёлтый. Ноги телесно-розовые, красноватые или желтоватые. Радужина имеет жёлтый либо соломенно-жёлтый цвет. Молодые птицы не имеют в оперении металлического блеска, а все их оперение в целом является более тусклым и буроватым.
Отличается от сизого голубя и клинтуха меньшими размерами и хорошо заметным в полёте коротким хвостом. Помимо этого, в полете от сизого голубя отличается более тёмной нижней стороной крыла и тела. При взлёте, подобно клинтуху, издаёт характерный своеобразный «свист» крыльями.

### Линька
Линька происходит аналогично другим голубям, хотя имеет некоторые особенности. Линька взрослых птиц происходит с мая по июль, чаще всего — в июне—июле.

## Распространение
Гнездовой ареал охватывает низинные и предгорные районы Южного и Юго-Восточного Казахстана, в Средней Азии встречается от восточного побережья Аральского моря, Сары-камышской впадины и предгорий Центрального Копетдага до озера Зайсан, восточных частей Ферганской долины и Юго-Западного Таджикистана. На север область распространения доходит до долины Сырдарьи, низовий рек Сары-су, Чу и Прибалхашья. Залётные экземпляры известны с реки Сура, у Бугуруслана, Оренбурга и Красноярска. За пределами Северной Азии ареал включает Северный Иран, Афганистан, Западный Китай (Кашгария), Кашмир и Ладак.
В Южном и Юго-Восточном Казахстане обитает к северу до низовьев Сырдарьи, долины Сарысу у оврага Аксай, Южного Прибалхашья и Зайсанской котловины.
В пределах ареала на территории Северной Азии является перелётной птицей. В Северной Азии бурый зимует на крайнем юго-западе Средней Азии — у северных подножий Копетдага, в бассейнах Мургаба и Теджена. Основные места зимовки этого вида охватывают Афганистан и Южный Иран, север полуострова Индостан, Белуджистан, Синд и Пенджаб. Редко зимует в индийских провинциях Уд и Бкхар. На зимовке в Индии птицы наблюдаются с октября-ноября по март.

## Местообитание
В Средней Азии (Узбекистан, Туркменистан, Казахстан) селятся близко к водным источникам (речкам, ручьям, горным озёрам и т. д.), которые в значительной степени ограничивают область распространения вида в предгорьях и на равнинах. По долине реки Зеравшан селится по обрывистым берегам на уровне глин, часто близко к возделываемым полям. В Узбекистане тяготеет к низкогорным районам и реже встречается на равнинах. В Казахстане населяет туранговые рощи и тугайные заросли, или глиняные разломы и старые могильники на равнинах, а также селится в пустынной зоне. В горных массивах Тянь-Шаня и Памиро-Алая поселяется на высоких лёссовых обрывах рек, особенно на их выходе из предгорий в равнины. Помимо этого вид гнездится также в древесных насаждениях, предпочитая редко посещаемые людьми рощи из дуплистых тополей, карагачей или платанов. В пригородах иногда селятся в старых покинутых фруктовых садах. В городских парках и садах встречаются крайне редко и только во время весенних и осенних миграций.

## Биология
По сравнению с другими голубями является более осторожной и менее общественной птицей. Птицы, которые постоянно контактируют с человеком, менее пугливы. Особи, поселяющиеся в безлюдных местах ведут себя скрытно и крайне осторожно. Заметив людей всегда облетают их стороной. В местах кормёжки бурые голуби весьма часто могут образовывать смешанные стаи с сизыми голубями, реже — с большой горлицей и клинтухом. Иногда после кормёжки бурые голуби могут отдыхать совместно с сизыми на обрывах, либо вместе с большими горлицами — на деревьях. Будучи вспугнутыми, быстро отделяются от других птиц и стараются скрыться из вида.
Активны исключительно в светлое время суток. На кормёжку вылетают в ранние утренние часы и вечером, хотя на кормовых участках очень часто могут встречаться в течение всего дня. Полёты на кормёжку и водопой иногда могут составлять по протяжённости не менее 7—12 км. После кормёжки голуби рассаживаются на отдых среди деревьев в самой гущине кроны. До наступления сумерек усаживаются на ночлег. Подобно другим голубям, кормятся на земле семенами диких и культурных растений, предпочитают зерна бобовых и злаковых. В местах выращивания люцерны часто кормятся её семенами. Весной и осенью во время миграций обычны на пшеничных полях. Осенью также охотно посещают поля сафлора. В желудках птиц также иногда находили мелкие раковины улиток и клубеньки растений.

## Размножение
После возвращения с зимовок держатся небольшими стайками по 5—8 птиц. Основу стай составляют «холостые» птицы. Голуби, образовавшие пары, отделяются от стаи и оседают на выбранных гнездовых участках. Холостые самцы активно токуют на гнездовых участках и регулярно совершают брачные демонстрационные полёты. Самец издаёт громкое призывное воркование, сходное с голосом клинтуха, но более глухое: «уупууупбууу… ууупууупбууу». В утренние и презакатные часы самцы наиболее активно совершают токовые полёты. Самка на гнездовом участке часто появляется незаметно, преимущественно утром, а к вечеру обе птицы приступают к строительству будущего гнезда. Часто самец привлекает самку на своё излюбленное место, где активно токует перед ней. При токовании самец принимает позы, сходные с такими у клинтуха — раздувает зоб и сильно наклоняется вперёд, поднимая вверх над крыльями широко распущенный хвост. При наклоне самец издаёт тихое воркование. При выпрямлении в рост голос самца становится хорошо слышным. Хвост при этом складывается, а при наклоне становится вновь веерообразным. Совершая ритмические покачивания, самец постепенно приближается к самке, которая, несколько распустив хвост и крылья медленно отступает. Если самец сильно упорствует, то самка может отлетает от него, а он продолжает преследовать её и энергично токовать. Готовая к образованию пары самка принимает приглашающую позу и затем птицы спариваются. Процесс образования пары чаще всего заканчивается взаимными чистками перьев обираниями, «поцелуями» и спариванием.
Найдя подходящее место, птицы начинают строительство гнезда. Самка остаётся на выбранном месте, а самец ищет и приносит строительный материал, собираемый им в радиусе 50—100 м от гнезда. Гнездо всегда располагается в закрытых местах: расщелине обрыва, дупле дерева и т. п. Иногда гнездятся в развалинах крупных строений, строя здесь гнездо в глубоких щелях, на месте выпавших кирпичей и тому подобных местах. Открытые гнезда строятся птицами крайне редко и располагаются при этом их на высоких деревьях. Дупла с гнёздами находятся высоко в главном стволе дерева, реже — в толстой боковой ветви. В кладке два белых блестящих яйца длиной 32—38 мм. Наиболее ранние находки яиц приходятся на конец апреля. В насиживании яиц и воспитании птенцов принимают участие обе птицы.